# Leylaiya mimnermia
Leylaiya mimnermia är en tvåvingeart som beskrevs av Efflatoun 1945. Leylaiya mimnermia ingår i släktet Leylaiya och familjen svävflugor. Inga underarter finns listade i Catalogue of Life.